# 싸이언 롤리팝
싸이언 롤리팝은 LG전자에서 2009년 3월에 출시한 휴대 전화이다.

## 같이 보기
- Lollipop (빅뱅과 2NE1의 노래)